# Krontauben

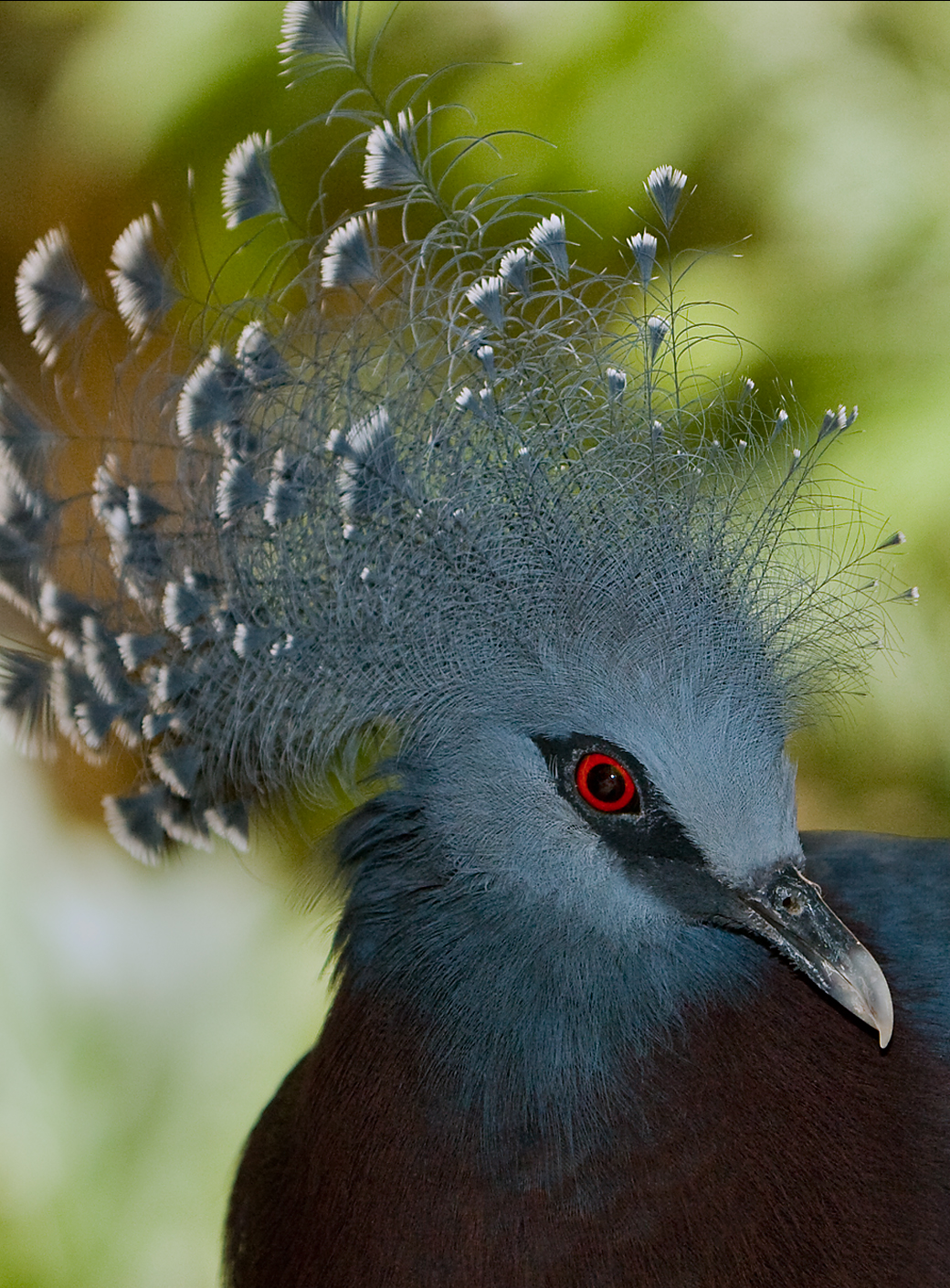
Kopf einer Fächertaube. Gut erkennbar die spatenförmigen Enden der Federkrone

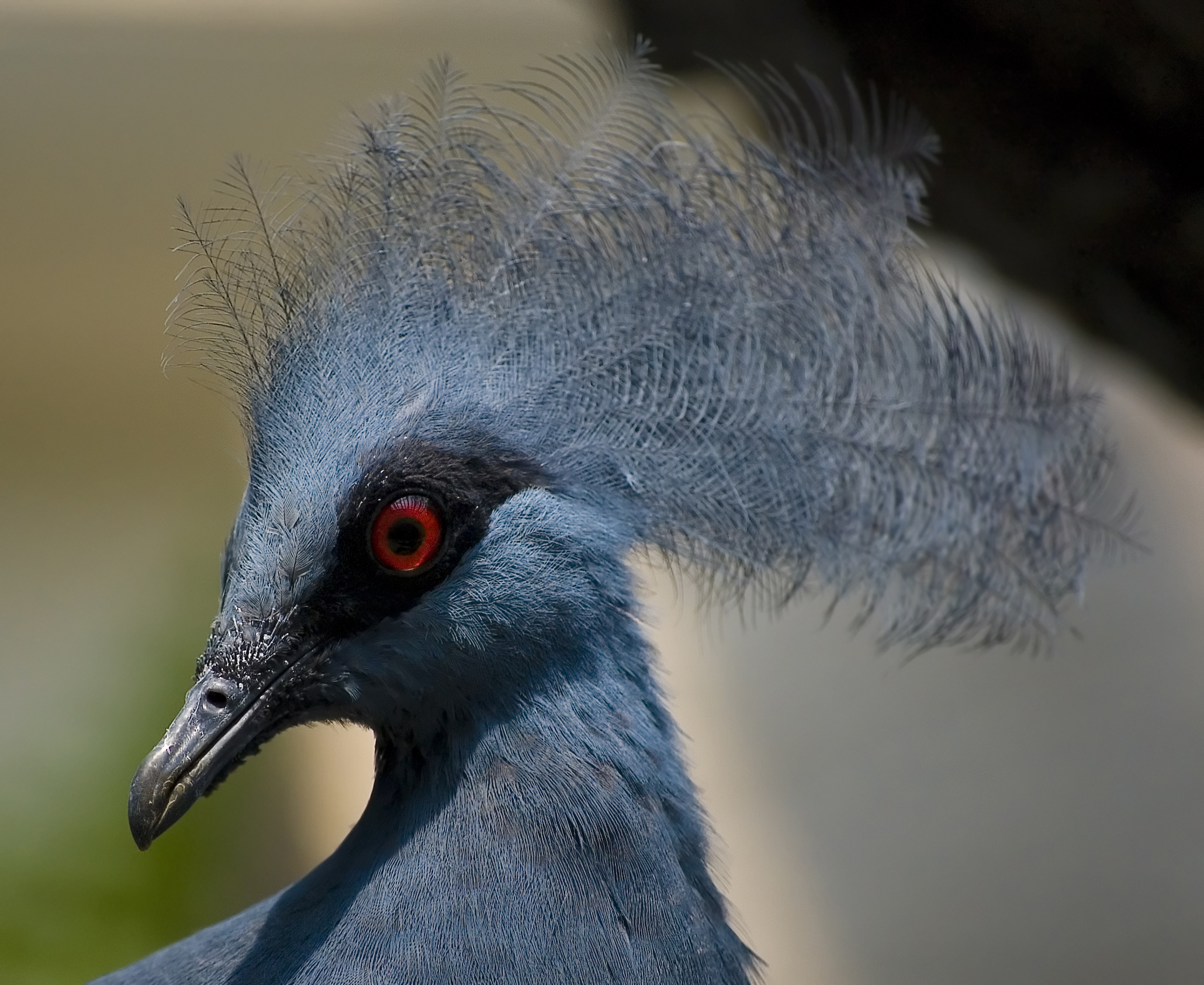
Kopf einer Krontaube (Goura cristata)

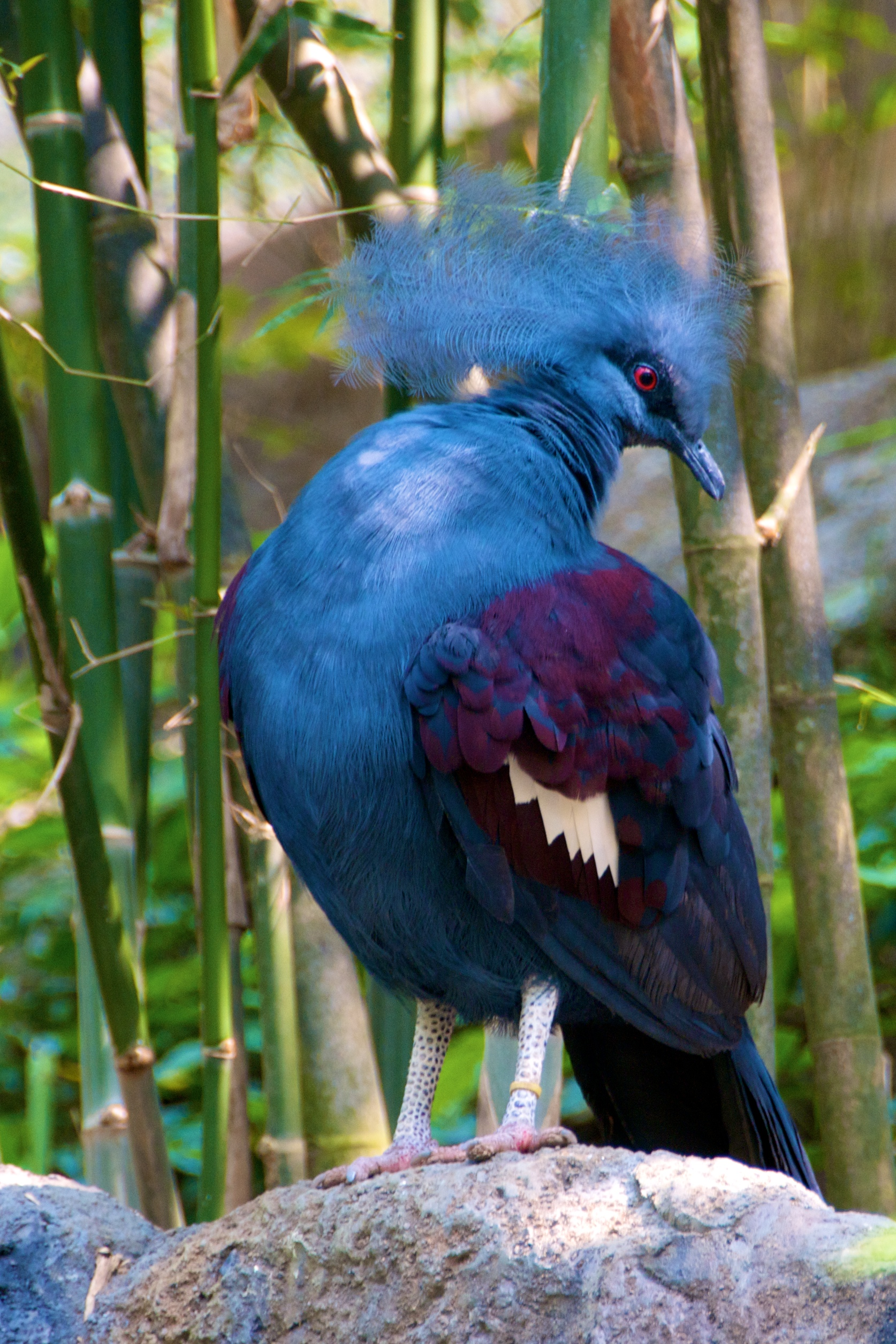
Die Krontaube hat als einzige der vier Arten kein rotbraunes Brustgefieder

Die Krontauben (Goura) sind eine Gattung innerhalb der Familie der Tauben, zu der mit Krontaube (G. cristata), Fächertaube (G. victoria), Rotbrust-Krontaube (G. scheepmakeri) und Sclaters Rotbrust-Krontaube (G. sclaterii) vier Arten gehören. Ihr Verbreitungsgebiet ist Neuguinea und einige der angrenzenden Inseln.
Krontauben sind die größten rezenten Arten innerhalb der Familie der Tauben und leben überwiegend auf dem Boden. Trotz ihrer Körpergröße sind Krontauben flugfähig und baumen bei Gefahr auf.

## Merkmale
Krontauben erreichen eine Körperlänge zwischen 66 und 79 Zentimetern und damit fast die Größe einer Truthenne. Sie wiegen bis zu 2,4 Kilogramm.
Durch mehrere Merkmale unterscheiden sich Krontauben von anderen Taubenarten: Sie haben einen abgerundeten Schwanz mit 16 Federn, keine Bürzeldrüse und keine Gallenblase. Die Beine sind ausgesprochen lang und kräftig.
Das Gefieder ist überwiegend blaugrau und rotbraun. Auf dem Scheitel trägt jede der vier Arten große, fächerförmige Kronen. Ein Geschlechtsdimorphismus ist nicht vorhanden. Männchen sind lediglich etwas größer als die Weibchen.

## Verbreitungsgebiet und Lebensraum
Das Verbreitungsgebiet der Krontauben ist Neuguinea. Sie kommen außerdem auf einigen der angrenzenden Inseln vor. So ist die Krontaube im Nordwesten Neuguineas beheimatet und kommt außerdem auf den Inseln Misool, Salawati, Batanta und Waigeo vor. Die Rotbrust-Krontaube kommt in Südostneuguinea vor, Sclaters Rotbrust-Krontaube in Südneuguinea. Die Fächertaube ist im nördlichen Neuguinea beheimatet und kommt außerdem auf den vorgelagerten Inseln Japen, Biak und Supiori vor.
Ihr Lebensraum sind Regenwälder und Sumpflandschaften der Ebenen.

## Lebensweise
Krontauben halten sich während des Tages paarweise oder in kleinen Gruppen von bis zu zehn Vögeln auf dem Boden auf. Auf dem Boden bewegen sie sich langsam schreitend fort und wippen dabei mit den Schwanzfedern. Auf den Menschen wirkt diese Fortbewegungsweise majestätisch. Der Flug von Krontauben ist schwerfällig, sie baumen bei Gefahr, während einer Ruhephase in den Mittagsstunden und während der Nacht auf.
Ihre Nahrung besteht aus Samen, herabgefallenen Früchten, Knospen, jungem Laub sowie Insekten und Schnecken.
Die Balzrufe der Krontauben sind dumpf und erinnern in ihrem Klang an Trommeln. Bei der Balz verbeugt sich das Männchen mit gefächertem Schwanz und angehobenen Flügeln vor dem Weibchen und presst dabei den Schnabel gegen die Brust, so dass die Federkrone weit gespreizt ist. Balzfütterungen fehlen dagegen bei dieser Art.
Das Nest wird hoch in Bäumen errichtet. Für die Anlage des Nests wird meist ein weit ausladender Ast gewählt, wobei häufig auf diesem Ast wachsende Farne als Nestgrundlage gewählt werden. Das Nest ist insbesondere bei der Krontaube auch für eine Art dieser Größe sehr groß. Das Gelege umfasst bei allen drei Arten lediglich ein Ei. Die Brutzeit beträgt 28 bis 30 Tagen. Beide Elternvögel sind an der Aufzucht des Jungvogels beteiligt. Bei der Krontaube wird der Jungvogel nach seinem Flügge werden noch für etwa 30 bis 36 Tage gefüttert. Bei der Fächertaube führen beide Elternvögel an der Führung und Fütterung des flügge gewordenen Jungvogels beteiligt. Sie versorgen ihn bis zu 13. Lebenswoche.  Bei der Rotbrust-Krontaube ist die Brutbiologie im Freiland noch nicht abschließend untersucht.

## Arten und Unterarten
Die folgenden Arten und Unterarten gehören zu den Krontauben:

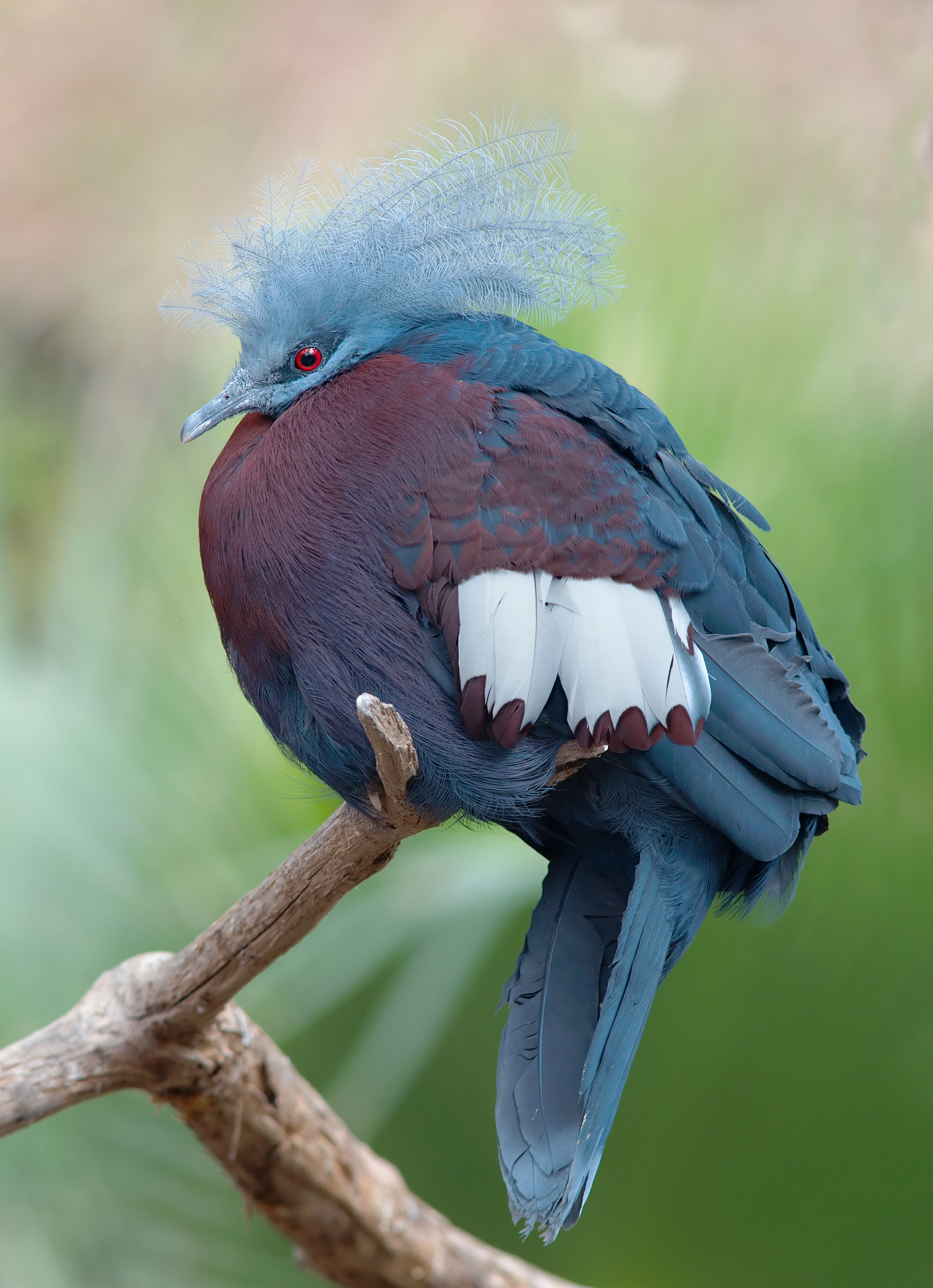
Sclaters Rotbrust-Krontaube (Goura sclaterii)

- Blaubrust-Krontaube (Goura cristata (Pallas, 1764)). Diese Art ist monotypisch, d. h., es werden keine Unterarten unterschieden.
- Fächertaube (Goura victoria (Fraser, 1844))
  - Goura victoria victoria (Fraser, 1844)
  - Goura victoria beccarii Salvadori, 1876
- Rotbrust-Krontaube (Goura scheepmakeri Finsch, 1876)
- Rotbug-Krontaube (Goura sclaterii Salvadori, 1876)

## Haltung
Krontauben wurden vermutlich bereits gegen Ende des 17. Jahrhunderts erstmals in die Niederlande eingeführt.
Die ersten Zuchterfolge gelangen im Jahre 1850 mit der Krontaube (G. cristata) zeitgleich den Zoologischen Gärten in London, Rotterdam und Paris. Die Rotbrust-Krontaube wurde 1903 erstmals erfolgreich im Zoo London gezüchtet, die Fächertaube 1881 im Jardin des Plantes, Paris.
Krontauben gelten als sehr verträglich, so dass in großen Anlagen wie beispielsweise Tropenhallen mehrere Paare gehalten werden können und mit anderen, auch kleineren Vögeln vergesellschaftet werden können.

## Einzelbelege
1. 1 2  Gibbs, Barnes, Cox: Pigeons and Doves. S. 582.
2. ↑  Gibbs, Barnes, Cox: Pigeons and Doves. S. 580.
3. 1 2  Jade Bruxaux, Maëva Gabrielli, Hidayat Ashari, Robert Prŷs-Jones, Leo Joseph, Borja Milá, Guillaume Besnard, Christophe Thébaud: Recovering the Evolutionary History of Crowned Pigeons (Columbidae: Goura): implications for the Biogeography and Conservation of New Guinean Lowland Birds. Molecular Phylogenetics and Evolution. 2018, doi:10.1016/j.ympev.2017.11.022.
4. ↑  Rufe der Rotbrust-Krontaube auf Xeno-Canto, aufgerufen am 28. September 2016
5. ↑  W. Grummt, H. Strehlow (Hrsg.): Zootierhaltung Vögel. S. 344.
6. 1 2  Gibbs, Barnes, Cox: Pigeons and Doves. S. 581.
7. ↑  Gibbs, Barnes, Cox: Pigeons and Doves. S. 583.
8. ↑  Rösler: Die Wildtauben der Erde – Freileben, Haltung und Zucht. S. 315.
9. ↑  Grummt, H. Strehlow (Hrsg.): Zootierhaltung Vögel. S. 345.